# Базис
Ба́зис (др.-греч. βάσις «основа») — упорядоченный (конечный или бесконечный) набор векторов в векторном пространстве или модуле, такой, что любой вектор этого пространства может быть единственным образом представлен в виде линейной комбинации векторов из этого набора. 
В случае, когда базис бесконечен, понятие «линейная комбинация» требует уточнения. Это ведёт к двум основным разновидностям определения:
- Базис Га́меля (англ. Hamel basis), в определении которого рассматриваются только конечные линейные комбинации; применяется в основном в абстрактной алгебре.➤
- Базис Ша́удера, в определении которого рассматриваются и бесконечные линейные комбинации, а именно — разложение в ряды; применяется в основном в функциональном анализе, в частности, для гильбертова пространства.➤

В конечномерных пространствах оба определения базиса совпадают.

## Происхождение термина
У Евклида и других древнегреческих математиков слово «базис» (βάσις, в значении основание) обозначало горизонтальное основание плоской или пространственной фигуры. Современный математический смысл этому термину придал Дедекинд в статье 1885 года.

## Базис на плоскости и в трёхмерном пространстве

Базис на плоскости. Базисные векторы изображены голубым и оранжевым цветом, зелёный вектор может быть представлен в виде суммы базисных векторов, умноженных на некоторые коэффициенты (зелёный = −2 голубой + 1 оранжевый), называемой линейной комбинацией и, таким образом, линейно зависим от них, как и любой другой вектор этого пространства (плоскости), каждый из которых тоже может быть представлен в виде линейной комбинации голубого и оранжевого с какими-то коэффициентами.

Любой декартовой системе координат на плоскости или в трёхмерном пространстве (также и в пространстве другой размерности) может быть сопоставлен базис, состоящий из векторов, каждый из которых направлен вдоль своей координатной оси.
Это относится и к прямоугольным декартовым координатам (тогда соответствующий базис называется ортогональным), так и к косоугольным декартовым координатам (которым будет соответствовать неортогональный базис).
Часто удобно выбрать длину (норму) каждого из базисных векторов единичной, такой базис называется нормированным.
Наиболее часто базис выбирают ортогональным и нормированным одновременно, тогда он называется ортонормированным.
В любом векторном пространстве базис можно выбрать различным образом (поменяв направления его векторов или их длины, например).

### Обозначения
Обозначение векторов базиса может быть, в принципе, произвольным. Часто используют какую-нибудь букву с индексом (числовым или совпадающим с названием координатной оси), например:
{\displaystyle {\vec {e}}_{1},{\vec {e}}_{2}}
или
{\displaystyle {\vec {e}}_{x},{\vec {e}}_{y}}
— типичные обозначения базиса двумерного пространства (плоскости),
{\displaystyle {\vec {e}}_{1},{\vec {e}}_{2},{\vec {e}}_{3}}
или
{\displaystyle {\vec {e}}_{x},{\vec {e}}_{y},{\vec {e}}_{z}}
— трёхмерного пространства.

Декартовы координаты в трёхмерном пространстве (левая (на рисунке слева) и правая (справа) декартовы системы координат (левый и правый базисы). Базисом, соответствующим такой системе координат, является тройка векторов, каждый из которых направлен вдоль какой-то из осей (три базисных вектора изображаются исходящими из общего начала).

Для трёхмерного пространства часто по традиции используется и обозначение
{\displaystyle {\vec {i}},{\vec {j}},{\vec {k}}.}
Представление какого-то конкретного (любого) вектора {\displaystyle {\vec {a}}} пространства в виде линейной комбинации векторов базиса (суммы базисных векторов числовыми коэффициентами), например
{\displaystyle {\vec {a}}=a_{x}{\vec {e}}_{x}+a_{y}{\vec {e}}_{y}+a_{z}{\vec {e}}_{z}}
или
{\displaystyle {\vec {a}}=a_{1}{\vec {e}}_{1}+a_{2}{\vec {e}}_{2}+a_{3}{\vec {e}}_{3}}
или, употребляя знак суммы {\displaystyle \Sigma }:
{\displaystyle {\vec {a}}=\sum _{i=1}^{3}a_{i}{\vec {e}}_{i}}
называется разложением этого вектора по этому базису.
Числовые коэффициенты {\displaystyle (a_{x},a_{y},a_{z})} называются коэффициентами разложения, а их набор в целом — представлением (или представителем) вектора {\displaystyle {\vec {a}}} в базисе {\displaystyle {\vec {e}}_{x},{\vec {e}}_{y},{\vec {e}}_{z}.}
(Разложение вектора по конкретному базису единственно; разложение одного и того же вектора по разным базисам — разное, то есть получается разный набор конкретных чисел, однако в результате при суммировании — как показано выше — дают один и тот же вектор).

## Виды базисов

### Базис Гамеля
Базис Га́меля — множество векторов в линейном пространстве, таких, что любой вектор пространства может быть представлен в виде некоторой их конечной линейной комбинации (полнота базиса), и такое представление для любого вектора единственно.
Критерием единственности решения задачи разложения вектора по полной системе векторов является линейная независимость векторов, входящих в полную систему. Линейная независимость означает, что всякая линейная комбинация векторов системы, в которой хотя бы один коэффициент ненулевой, имеет ненулевую сумму. То есть это эквивалентно единственности разложения нулевого вектора.
В случае линейных пространств, когда всякий ненулевой коэффициент обратим, линейная независимость эквивалентна невозможности выразить какой-либо вектор полной системы линейной комбинацией остальных векторов. (В более общей ситуации — модулей над кольцами — эти два свойства неэквивалентны). Невозможность выразить никакой вектор базиса через остальные означает минимальность базиса как полной системы векторов — при удалении любого из них теряется полнота.
В вопросе о существовании базисов основной является следующая лемма (доказательство этой леммы в общем случае неконструктивно и использует аксиому выбора):
Лемма. Пусть {\displaystyle S_{1}} — полная, а {\displaystyle S_{2}} — линейно независимая система векторов. Тогда система {\displaystyle S_{1}} содержит набор векторов, дополняющий {\displaystyle S_{2}} до базиса пространства {\displaystyle V}.
Доказательство строится на применении леммы Цорна. Рассмотрим {\displaystyle S=S_{1}\cup S_{2}}. Пусть {\displaystyle L} — множество всех линейно независимых подмножеств {\displaystyle S}. Это множество частично упорядочено по отношению включения.
Докажем, что объединение любой цепи линейно независимых множеств остаётся линейно независимым. Действительно, возьмём вектора {\displaystyle a_{1},\ldots ,a_{n}} из объединения и возьмём множества из цепи, которым эти вектора принадлежат: {\displaystyle a_{1}\in A_{1},\ldots ,a_{n}\in A_{n}}. Так как эти множества — элементы цепи, их объединение даст максимальное из них, которое линейно независимо, а значит и вектора {\displaystyle a_{1},\ldots ,a_{n}}, лежащие в этом множестве, также линейно независимы.
Объединение множеств цепи линейно независимо, а значит, содержится в множестве {\displaystyle L}. Применим к нему усиленную формулировку леммы Цорна, которая утверждает, что для каждого элемента из {\displaystyle L} есть максимальный элемент больший или равный ему. {\displaystyle S_{2}\in L}, а значит, есть такой максимальный элемент {\displaystyle B\in L}, что {\displaystyle S_{2}\subset B}. Легко видеть, что {\displaystyle B} есть базис. Действительно, не будь {\displaystyle B} полной системой векторов, был бы вектор {\displaystyle a\in S_{1}}, непредставимый как линейная комбинация векторов из {\displaystyle B}. Тогда {\displaystyle B\cup \{a\}} — линейно независимая система, а значит, {\displaystyle B\cup \{a\}\in L}, что противоречит тому, что {\displaystyle B} —— максимальный элемент {\displaystyle L}.
Следствием этой леммы являются утверждения:
1. Каждое линейное пространство обладает базисом.
2. Базис пространства можно выделить из любой полной системы векторов.
3. Всякую линейно независимую систему можно дополнить до базиса пространства V.

Любые два базиса в линейном пространстве равномощны, так что мощность базиса — величина, независящая от выбора базисных векторов. Она называется размерностью пространства (обозначается {\displaystyle \dim V}). Если линейное пространство имеет конечный базис, его размерность конечна и оно называется конечномерным, в противном случае его размерность бесконечна, и пространство называется бесконечномерным.
Выбранный базис линейного пространства позволяет ввести координатное представление векторов, чем подготавливается использование аналитических методов.
Линейное отображение из одного линейного пространства в другое однозначно определено, если задано на векторах какого-нибудь базиса. Комбинация этого факта с возможностью координатного представления векторов предопределяет применение матриц для изучения линейных отображений векторных пространств (в первую очередь — конечномерных). При этом многие факты из теории матриц получают наглядное представление и приобретают весьма содержательный смысл, когда они выражены на языке линейных пространств. И выбор базиса при этом служит хоть и вспомогательным, но в то же время ключевым средством.

#### Примеры
- Векторы {\displaystyle e_{1},e_{2},\dots ,e_{n}} пространства {\displaystyle \mathbb {R} ^{n}} образуют базис тогда и только тогда, когда определитель матрицы, составленной из координатных столбцов этих векторов, не равен 0: {\displaystyle \det\{e_{1},e_{2},\dots ,e_{n}\}\neq 0}.
- В пространстве всех многочленов над полем один из базисов составляют степенные функции: {\displaystyle 1,x,x^{2},\dots ,x^{n},\dots }.
- Понятие базиса используется в бесконечномерном случае, например вещественные числа образуют линейное пространство над рациональными числами и оно имеет континуальный базис Гамеля и, соответственно, континуальную размерность.

#### Базис Гамеля и разрывная линейная функция
Базис Гамеля может быть использован для построения разрывной вещественной функции, удовлетворяющей условию {\displaystyle f(x+y)=f(x)+f(y)}. Пусть {\displaystyle \{r_{\alpha }\}} — базис Гамеля множества действительных чисел {\displaystyle \mathbb {R} } над полем рациональных чисел {\displaystyle \mathbb {Q} }. Тогда для каждого {\displaystyle x=k_{\alpha _{1}}r_{\alpha _{1}}+\cdots +k_{\alpha _{n}}r_{\alpha _{n}}} ({\displaystyle k_{i}\in \mathbb {Q} }) положим {\displaystyle f(x)=k_{\alpha _{1}}f_{\alpha _{1}}+\cdots +k_{\alpha _{n}}f_{\alpha _{n}}}, где  {\displaystyle f_{\alpha _{n}}=f(r_{\alpha _{n}})} произвольные вещественные числа, не все равные нулю одновременно; например, рациональные (в этом случае функция {\displaystyle f(x)} принимает лишь рациональные значения и тем самым гарантированно не является линейной функцией {\displaystyle f(x)=(c\cdot x)}). Такая функция {\displaystyle f(x)} аддитивна, то есть удовлетворяет функциональному уравнению Коши {\displaystyle f(x+y)=f(x)+f(y)}. Однако в общем случае, когда {\displaystyle f_{\alpha _{n}}\neq c\cdot r_{\alpha _{n}}}, она отличается от линейной функции {\displaystyle f(x)=c\cdot x} и в силу этого является разрывной в любой точке, а также не сохраняет знак, не ограничена ни сверху, ни снизу, не монотонна, не интегрируема и не измерима на любом сколь угодно малом интервале, заполняя своими значениями на этом интервале всюдо плотно числовую ось {\displaystyle \left(-\infty ,+\infty \right)}.

### Базис Шаудера
Система векторов {\displaystyle \{e_{n}\}} топологического векторного пространства {\displaystyle L} называется базисом Шаудера (в честь Шаудера), если каждый элемент {\displaystyle f\in L} разлагается в единственный, сходящийся к {\displaystyle f} ряд по {\displaystyle \{e_{n}\}}:
{\displaystyle f=\sum _{i=1}^{\infty }f_{i}e_{i},}
где {\displaystyle f_{i}} — числа, называемые коэффициентами разложения вектора {\displaystyle f} по базису {\displaystyle \{e_{n}\}}.
Чтобы подчеркнуть отличие определения базиса Гамеля для общих линейных пространств (допускаются только конечные суммы) от базиса Шаудера для топологических векторных пространств (допускается разложение в сходящийся ряд), для первого часто используют термин линейный базис, оставляя термин базис для разложений в ряды. Мощность линейного базиса называют также линейной размерностью. В конечномерных пространствах эти определения совпадают из-за конечности базиса. В бесконечномерных пространствах эти определения существенно различаются и линейная размерность может быть строго больше мощности базиса Шаудера.
Например, никакое бесконечномерное Гильбертово пространство не имеет счетного линейного базиса, хотя может иметь счетные базисы Шаудера с разложением в ряд, в том числе, ортонормированные базисы. Все ортонормированные базисы гильбертовых пространств являются базисами Шаудера, например, множество функций {\displaystyle \{1,{\frac {1}{\sqrt {2}}}\sin(2\pi nx),{\frac {1}{\sqrt {2}}}\cos(2\pi nx)\mid n=1,2,\dots \}} является базисом Шаудера в пространстве {\displaystyle L^{2}[0,1]}. В более общих банаховых пространствах понятие ортонормированного базиса неприменимо, но часто удаётся построить базисы Шаудера, не использующие ортогональности.

#### Пример: базис Шаудера для пространства непрерывных функцийC[a, b]
{\displaystyle C[a,b]} — банахово пространство с нормой {\displaystyle \|f\|=\max _{x\in [a,b]}|f(x)|}. Для разложений в ряды Фурье и обобщенные ряды Фурье по ортонормированным системам функций легко доказывается сходимость в гильбертовом пространстве {\displaystyle L^{2}[a,b]}, но не в {\displaystyle C[a,b]}. Шаудер сконструировал базис Шаудера {\displaystyle \{e_{n}\}} для {\displaystyle C[a,b]}. Пусть {\displaystyle \{x_{0},x_{1},\dots ,x_{n},\dots \}} — плотное счетное множество точек на {\displaystyle [a,b]}, {\displaystyle x_{0}=a}, {\displaystyle x_{1}=b}, остальные точки могут быть, например, всеми рациональными точками отрезка {\displaystyle [a,b]}, упорядоченными произвольным образом. Положим: {\displaystyle e_{0}=1}, {\displaystyle e_{1}=(x-a)/(b-a)} — линейная функция. Определим кусочно-линейную функцию {\displaystyle e_{n}(x)} так, чтобы {\displaystyle e_{n}(x_{i})=0} при {\displaystyle i=0,1,\dots ,n-1} и {\displaystyle e_{n}(x_{n})=1}. Точки {\displaystyle x_{0},x_{1},x_{2},\dots ,x_{n-1}} разбивают {\displaystyle [a,b]} на {\displaystyle n-1} отрезок. Точка {\displaystyle x_{n}} лежит строго внутри одного из них. Пусть это {\displaystyle I_{n}=[x_{j},x_{k}]} для каких-то {\displaystyle j,k\in \{0,\dots ,n-1\}} (порядок нумерации чисел {\displaystyle x_{0},x_{1},x_{2},\dots } не соответствует их величине).
Положим:
{\displaystyle e_{n}(x)=0} вне отрезка {\displaystyle I_{n}=[x_{j},x_{k}],}
{\displaystyle e_{n}(x)={\frac {x-x_{j}}{x_{n}-x_{j}}}} при {\displaystyle x\in [x_{j},x_{n}],}
{\displaystyle e_{n}(x)={\frac {x_{k}-x}{x_{k}-x_{n}}}} при {\displaystyle x\in [x_{n},x_{k}].}

Разложение непрерывной функции по базису Шаудера. Показано построение. Красным цветом на графике выделен участок, на котором отличается от (синяя ломаная).

Полученная система кусочно-линейных «шапочек» и есть искомый базис Шаудера. Коэффициенты разложения произвольной функции {\displaystyle f(x)\in C[a,b]} по этому базису выражаются по явным рекуррентным формулам через последовательность значений {\displaystyle f(x_{i})}. Частичная сумма первых {\displaystyle n+1} членов ряда
{\displaystyle L_{n}(x)=\sum _{i=0}^{n}f_{i}e_{i}(x),}
является в данном случае кусочно-линейной аппроксимацией {\displaystyle f(x)} с узлами в точках
{\displaystyle x_{0},x_{1},x_{2},\dots ,x_{n}}; формула для коэффициентов {\displaystyle f_{n}=f(x_{n})-L_{n-1}(x_{n});\;\;f_{0}=f(a)} (см. Рис.)

#### Проблема базиса
Базисы Шаудера построены для большинства известных примеров банаховых пространств, однако проблема Банаха — Шаудера о существовании базиса Шаудера в каждом сепарабельном банаховом пространстве не поддавалась решению более 50 лет и лишь в 1972 году была решена отрицательно: существуют сепарабельные банаховы пространства без базиса Шаудера (контрпримеры Энфло, Шанковского, Дэви и Фигеля).

## Применение в кристаллографии
В векторной алгебре с помощью векторного произведения и смешанного произведения определяется понятие взаимного базиса к базису в трёхмерном евклидовом пространстве и используется для доказательства некоторых утверждений, связанных со смешанным произведением и углами между векторами:212-214. В кристаллографии взаимный базис называется кристаллографическим определением базиса, на основе которого определяется обратная решётка.